# Карл Мол
Карл Јулијус Рудолф Мол (Беч, 23. април 1861 — Беч, 13. април 1945) је био аустријски сликар који је стварао у Бечу на почетку 20. века. Такође је и очух Алме Мелер-Верфел (Alma Mahler-Werfel).
Карл Мол је био ученик Емила Ј. Шиндлера (Emil J. Schindler - отац Алме Мелер-Верфел). После смрти свога учитеља 1892, Мол узима за жену његову удовицу, Ану.
Мол је био један од оснивача Бечке сецесије. Пошто се говорило да је био симпатизер нациста, починио је самоубиство на крају Другог светског рата.